# Repulsion (film)
Repulsion is een psychologische dramafilm met horrorelementen uit 1965. Regisseur Roman Polański won hiervoor zowel de FIPRESCI Prijs als de Zilveren Beer op het Filmfestival van Berlijn dat jaar en werd daar ook genomineerd voor de Gouden Beer. Cameraman Gilbert Taylor werd voor zijn aandeel in de productie genomineerd voor een BAFTA Award.

## Verhaal
De Belgische Carol Ledoux (Catherine Deneuve) is als manicure werkzaam in Londen. Ze deelt daar haar appartement met haar zus Helen (Yvonne Furneaux). Carol wordt gekweld door nachtmerries over verkrachting en onderdrukking, waardoor ze een intense afkeer van mannen heeft. Als haar zus op vakantie gaat, verslechtert haar situatie. Ze verwaarloost zichzelf en uit angst durft ze niet meer naar haar werk.

## Rolverdeling
| Acteur            | Personage       |
| ----------------- | --------------- |
| Catherine Deneuve | Carol Ledoux    |
| Ian Hendry        | Michael         |
| John Fraser       | Colin           |
| Yvonne Furneaux   | Helen Ledoux    |
| Patrick Wymark    | Landlord        |
| Renée Houston     | Miss Balch      |
| Valerie Taylor    | Madame Denise   |
| James Villiers    | John            |
| Helen Fraser      | Bridget         |
| Hugh Futcher      | Reggie          |
| Monica Merlin     | Mrs. Rendlesham |
| Imogen Graham     | manicure        |
| Mike Pratt        | arbeider        |